# Reggie Miller
Reginald Wayne "Reggie" Miller (født 24. august 1965 i Riverside, Californien) er en pensioneret amerikansk basketballspiller, som tilbragte hele sin karriere i NBA, fra 1987 til 2005, som shooting guard for Indiana Pacers. Miller havde rekorden for flest tre-point scoringer nogensinde i NBA, men er nu overgået af Boston Celtics shooting guard Ray Allen. Desuden blev han udtaget fem gange til ligaens All-Star hold.
I 2012 blev Miller optaget i Naismith Memorial Basketball Hall of Fame.

## Landshold
Miller repræsenterede det amerikanske landshold i to omgange: Ved VM i 1994 var han med til at blive verdensmester, og ved OL 1996 i Atlanta var han en del af det såkaldte Dream Team II. Amerikanerne vandt sikkert alle kampene i indledende pulje, og efter sejre over Brasilien i kvartfinalen og Australien i semifinalen sikrede de sig guldet med en 95-69-sejr over Serbien og Montenegro, der dermed fik sølv, mens Litauen fik bronze.

## Anden karriere
Miller har medvirket i et par spillefilm, blandt andet Forget Paris (1995) og Uncle Drew (2018), i begge tilfælde i sin egenskab af basketballspiller. Efter afslutningen af sin aktive karriere har han fungeret som tv-kommentator i forbindelse med sin sport.

## Familie
Miller stammer fra en rigtig sportsfamilie. Hans bror, Darrell, spillede professionel baseball, og hans søster, Cheryl, var også en stor basketballspiller og blandt andet OL-guldvinder i 1984.